# Ciccone Youth
Ciccone Youth je experimentální hudební skupina, která byla založená v roce 1986. Vznikla jako jeden z projektů americké rockové skupiny Sonic Youth. Ciccone Youth se skládá ze členů Sonic Youth Steva Shelleyho, Kim Gordon, Lee Ranalda a Thurstona Moorea a muzikanta Mikea Watta.
Skupina nikdy nevystupovala živě, ale vydala dvě nahrávky. První byla vydána pod vydavatelstvím New Alliance Records v roce 1986 a zahrnuje tři skladby: „Into the Groove(y)“, (coververze od Madonny), „Tuff Titty Rap“ a „Burnin' Up“. Druhá nahrávka vyšla již jako album s názvem The Whitey Album.